# Werner Hügin
Werner Hügin (* 15. März 1918 in Basel; † 30. Januar 2001 in Riehen bei Basel) war ein Schweizer Pionier der Anästhesie und Hochschullehrer an der Universität Basel.

## Leben und Werk
Werner Hügin war der Sohn einfacher Angestellter bei dem Pharma- und Chemieunternehmen Geigy und besuchte das Gymnasium in Basel, die Evangelische Mittelschule Schiers und erwarb die Matura 1937 in Zürich. 

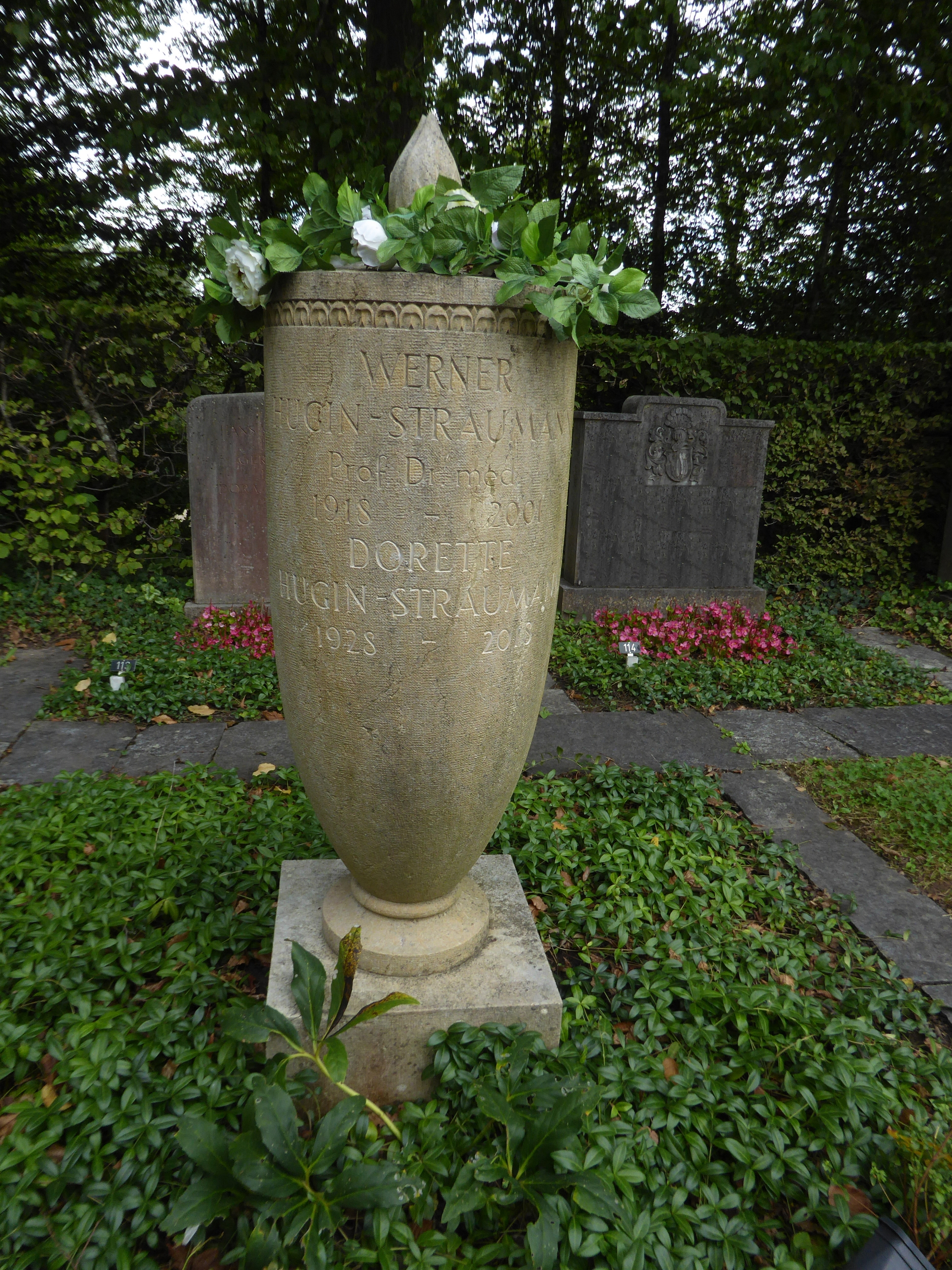
Grab auf dem Friedhof am Hörnli.

Er studierte Medizin in Basel, unterbrochen vom Wehrdienst in der Zeit des Zweiten Weltkriegs. 1944 schloss er sein Studium ab und wurde Assistent an der Universitätsklinik Basel (Bürgerspital) beim Chirurgen Carl Henschen. Dieser schickte ihn 1947 in die Vereinigten Staaten (Massachusetts General Hospital, bei Henry K. Beecher), um neue Techniken der Anästhesie zu lernen. (Eine US-amerikanische Patientin hatte sich zuvor geweigert in Basel operiert zu werden, da Anästhesisten dort unbekannt waren.) Zuvor veröffentlichte er 1947 über einen Selbstversuch mit Curare, das ihm ein amerikanischer Patient zur Verfügung stellte. Die Anästhesie bestand damals in der Schweiz noch nicht  als eigenständige Disziplin innerhalb der Chirurgie und wurde an Pflegepersonal oder Assistenten delegiert.
Nach seiner Rückkehr wurde Hügin 1949 Leiter der Unterabteilung Anästhesiologie an der chirurgischen Universitätsklinik Basel. Es folgten Aufenthalte in Oxford 1950 bei Robert Reynolds Macintosh und Stockholm bei Torsten Gordh 1951. Er gehörte 1952 zu den Gründern der «Schweizer Gesellschaft für Anästhesiologie». Der 1952 nach Basel gewechselte Ordinarius für Chirurgie Rudolf Nissen förderte die Anästhesiologie und sorgte für die Errichtung eines entsprechenden Instituts mit Hügin als Chefarzt. Hügin habilitierte sich 1955 in Anästhesiologie, erhielt 1957 die Lehrerlaubnis, wurde 1963 ausserordentlicher und 1965 ordentlicher Professor in Basel. 1978 trat er als Chefarzt am Kantonsspital in Basel zurück, blieb aber als Arzt aktiv in der Basler Schmerzklinik.
Hügin ist Mitautor des ersten deutschsprachigen Anästhesie-Lehrbuchs, das zuerst 1955 erschien. Er war 1952 Mitgründer und Mitherausgeber (mit Rudolf Frey, Otto Mayrhofer-Krammel) der Zeitschrift Der Anästhesist, die im Springer-Verlag erschien. 
Hügin war mit der Malerin Dorette Huegin, geborene Straumann, verheiratet. Er spielte in seiner Freizeit Klavier und Orgel. Seine letzte Ruhestätte fand er auf dem Friedhof am Hörnli.

## Schriften
- mit Rudolf Frey und Otto Mayrhofer: Lehrbuch der Anaesthesiologie und Wiederbelebung. Springer, Berlin / Basel / Wien 1955; 2. Auflage Berlin / Heidelberg / New York 1971; 6. Auflage ebenda 1991.